# Josy Gyr
Josy Gyr, née le 10 octobre 1949 à Wädenswil (originaire d'Einsiedeln) et morte le 18 avril 2007 à Einsiedeln, est une personnalité politique suisse, membre du parti socialiste. 
Elle est députée du canton de Schwytz au Conseil national de fin 2003 à avril 2007. 

## Biographie
Josy Gyr naît Josy Steiner naît le 10 octobre 1949 à Wädenswil, dans le canton de Zurich. Elle est originaire d'Einsiedeln, dans le canton de Schwytz.
Elle grandit à Einsiedeln dans une famille de quatre enfants, dans le bâtiment de l'auberge Weisses Kreuz tenue par ses parents. Après un séjour au pair d'un an à Paris, elle obtient de haute lutte qu'ils  la laissent étudier à l'école de commerce, dont elle sort diplômée. 
Elle est mariée à Meiri Gyr, un chauffeur, avec qui elle a trois enfants. Deux d'entre eux meurent de la mucoviscidose, respectivement à 9 et 18 ans.
Elle meurt le 18 avril 2007 à Einsiedeln, six jours après avoir annoncé sa démission du Conseil national,, d'un cancer du pancréas diagnostiqué fin 2005.
Ses obsèques se tiennent le 25 avril 2007 en la Jugendkirche d'Einsiedeln, en présence notamment du conseiller fédéral Moritz Leuenberger et de la présidente du Conseil national Christine Egerszegi.

## Parcours politique
Elle adhère au Parti socialiste en 1988.
Elle est membre du Conseil communal (exécutif) d'Einsiedeln, où elle est responsable des affaires sociales, de mai 1990 à 2002.
Surnommée Miss Helvetia dans les médias en raison de sa corpulence, elle crée la surprise en octobre 2003 en récupérant, au détriment de la radicale-démocrate Maya Lalive d'Epinay, le siège perdu par les socialistes au Conseil national en octobre 1995,. Elle y siège au sein de la Commission de gestion et la Commission des constructions publiques.  Elle est notamment l'auteur d'une motion en 2005 visant à autoriser les accouchements sous x,,,  en complément à la boîte à bébé d'Einsiedeln, ouverte en 2001, à l'installation de laquelle elle a contribué lors de son mandat communal.
Elle démissionne pour raisons de santé le 12 avril 2007.

## Autres activités
Elle est membre dès la fin de son adolescence de la société de gymnastique d'Einsiedeln et la préside pendant de longues années. Elle préside également la société cantonale de gymnastique de 1995 à 2003.